# 41-я Македонская дивизия
41-я Македонская дивизия НОАЮ (сербохорв. 41. македонска дивизија НОВЈ / 41. makedonska divizija NOVJ, макед. Четириесет и прва македонска дивизија на НОВЈ) — военное подразделение НОАЮ, участвовавшее в Народно-освободительной войне Югославии. Набиралось из числа македонских, сербских и некоторых болгарских антифашистов.

## История
Сформирована 25 августа 1944 в селе Шешково близ Кавадарцев. Изначально состояла из 2-й (позднее 4-й), 9-й и 10-й Македонских бригад. Позднее туда была добавлена и 11-я бригада. Дивизия вела бои преимущественно в Македонии, Юго-Восточной Сербии, части Греции и даже Албании. На счету дивизии бои за города Тиквеш, Прилеп, Вардар и оборона Привардарья от немецких и албанских оккупантов, которые перебрасывали подкрепления из Греции.
В октябре 1944 года дивизия была введена в состав 15-го корпуса, в котором приняла участие в своём крупнейшем сражении — битве за Прилеп. Ко 2 ноября 1944 (дню, когда Прилеп был освобождён от оккупантов), солдаты дивизии уничтожили 300 немецких солдат и офицеров, а также 60 танков, автомобилей и самоходных орудий. К тому моменту в дивизии насчитывалось уже более 5 тысяч солдат и офицеров.
Вскоре дивизию пополнили 8-я, 12-я и 17-я Македонские бригады. До конца 1944 года и конца всей войны дивизия участвовала в освобождении Косова и борьбой против банд албанских фашистов.